# Dicranoptycha linsdalei
Dicranoptycha linsdalei är en tvåvingeart som beskrevs av Alexander 1966. Dicranoptycha linsdalei ingår i släktet Dicranoptycha och familjen småharkrankar. Inga underarter finns listade i Catalogue of Life.